# Evangelický kostel (Soběhrdy)
Evangelický kostel v Soběhrdech v okrese Benešov včetně fary (čp. 21 a 26) je památkově chráněn od roku 1994.
Areál s kostelem, farou, hospodářským stavením, bývalou evangelickou školou, ohradní zdí hřbitova a fary s branami stojí na severovýchodním kraji obce. Kostel je z let 1831–1832, věž z roku 1909, škola z šedesátých let 19. století, fara a hospodářská budova s ohrazením z osmdesátých let 19. století.

## Historie sboru
Evangelíci ze Soběhrd a okolních obcí se před vydáním tolerančního patentu scházeli tajně v okolních lesích.
Brzy po vydání patentu se na konopišťském panství k nekatolickému vyznání přihlásilo 279 osob z 57 rodin. Přihlášky a zápisy z pohovorů před komisí s jednotlivými osobami v roce 1782 jsou uloženy v archivu piaristického řádu v Benešově; některé z nich jsou doslovně citovány v knize Václava Škvora Cestou s knihou a kalichem.
I po vydání tolerančního patentu se až do ustanovení soběhrdského sboru evangelíci ze Soběhrd a okolních obcí scházeli na různých místech. V září roku 1782 žádali o přidělení pastora a nepoužívaného kostela v obci Kozmice, jejich žádosti nebylo vyhověno. Centrem se stala obec Soběhrdy, v níž se k helvétské víře hlásilo nejvíce osob. Vzhledem k tak vysokému počtu osob (ze 105 rodin ze 45 okolních vesnic) mohl být v roce 1783 ustaven evangelický sbor a přidělen pastor. Stal se jím Samuel Galambosy, absolvent helvétské koleje v Sárospataku (česky Šarišský Potok) v severovýchodních Uhrách. Mluvil jen maďarsky nebo latinsky, jeho český tlumočník ho rychle naučil česky. Jeho plat byl financován z příspěvků členů, jejich výše byla stanovena podle majetnosti členů nebo vzdálenosti do Soběhrd. Tento způsob financování trval až do téměř poloviny 20. století. Staršovstvo bylo ustaveno v roce 1872.
Ve sboru se během doby vystřídalo mnoho farářů. Za působení faráře Hynka Tkadlečka v letech 1989-2003 došlo k oživení sboru včetně dětí a byla založena církevní škola Archa v Petroupimi, dnes zařízení Církve československé husitské, byl opraven kostel i fara, z bývalé hospodářské budovy byla zřízena sborová kuchyňka.[ve zdroji nenalezeno]

## Toleranční modlitebna

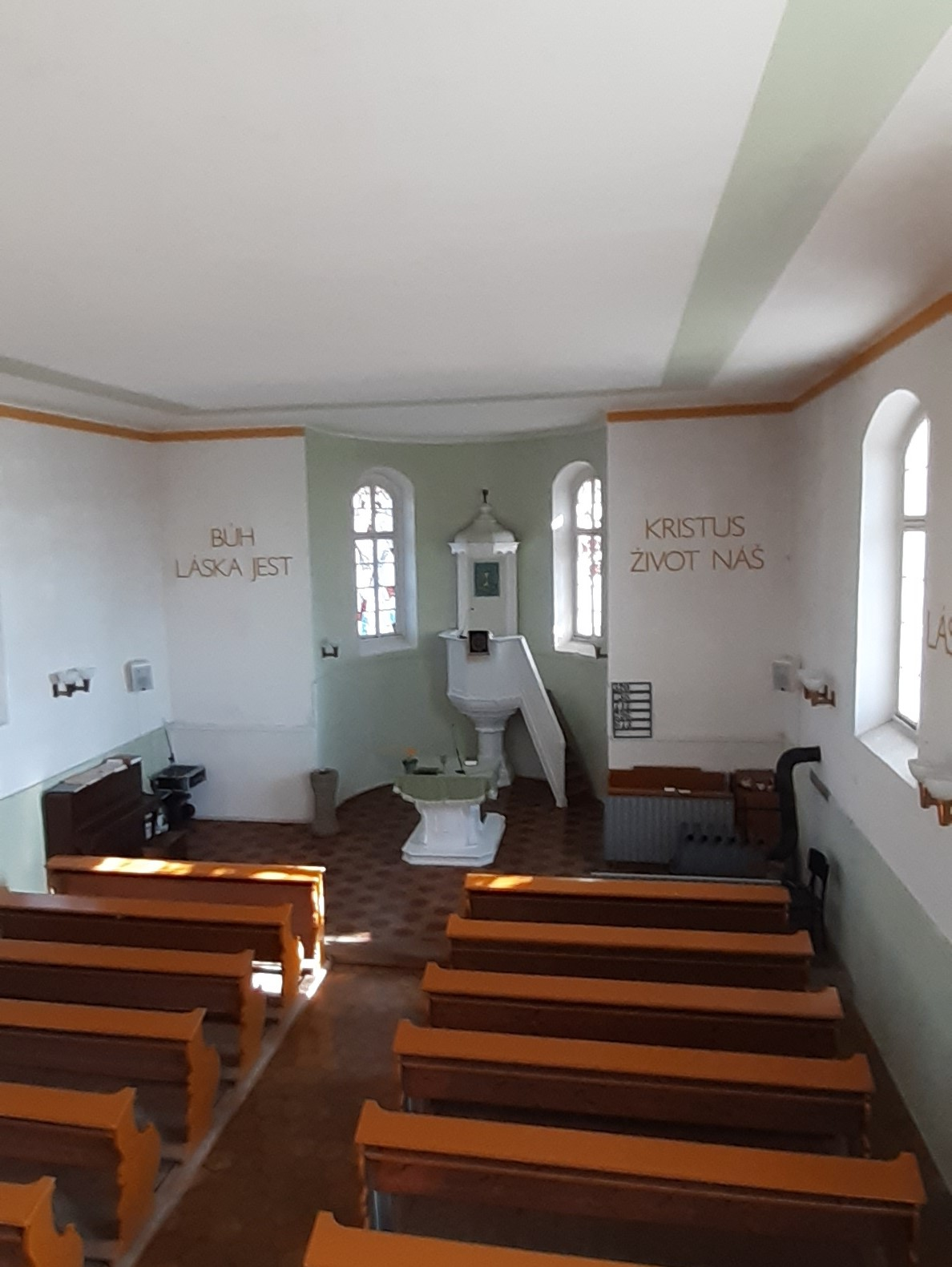
Soběhrdy, interiér evangelického kostela

V roce 1784 požádal pastor Galambosy o možnost postavení toleranční modlitebny, ale povolení sbor nedostal. Začali tedy stavět bez povolení za hranicí obce, modlitebna stála již v roce 1785, teprve dodatečně povolení získali. Východ z ní nevedl na hlavní cestu, jak bylo nařízeno tolerančním patentem. Kamenná budova byla krytá šindelem. Na vlastní stavbě modlitebny pomáhali členové sboru, ačkoliv současně musili chodit robotovat. Posvěcena byla 3. listopadu 1787 a začaly se v ní konat bohoslužby.

## Kostel
Modlitebna nevyhovovala velikostí pro všechny věřící a také chátrala. Nový kostel bez věže byl postaven za faráře Jana Kašpara v letech 1831–1832. Plán kostela vyhotovil zednický mistr Jan Čermák. Stavbu významně podpořil i majitel konopišťského panství kníže Jan Lobkowicz.
Za působení faráře Hynka Jurena, jehož pomník stojí na bývalém evangelickém hřbitově, byl kostel vybaven v roce 1860 varhanami od varhanáře Karla Vocelky z Prahy. V roce 1909 byly varhany opraveny Čeňkem Skopkem z Tábora.
V roce 1907 byla sborem vypsána sbírka na přestavbu kostela a přístavbu věže. V roce 1909 byly stavební úpravy zahájeny a prováděl je pražský architekt a stavitel Matěj Blecha, stavitel evangelických kostelů v Černilově a Chvaleticích. Byly opraveny stropy, střecha, komín, obnovena kazatelna, kruchta a byla položena nová podlaha. Byla vybudována nová apsida podle návrhu architekta Emila Králíčka a přistavena čtyřhranná věž a kryté schodiště. Slavnostní otevření se uskutečnilo 19. září 1909.
V roce 1910 byla věž osazena třemi zvony pojmenovanými Hus, Žižka a Chelčický. Zvony se poprvé rozezněly 27. září 1910. Během první světové války byl zrekvírován největší zvon Hus, za druhé světové války měly být zrekvírovány další dva. Nejmenší Chelčický se podařilo faráři Bohumilu Koutnému zachránit se zdůvodněním, aby byl ponechán nejen z důvodů bohoslužebných, ale i jako zvon poplachový, protože obecní zvonek měl slabý zvuk a v případě ohlášení požáru byl málo slyšet a nevyhovoval. Kostel a věž byly poškozeny vichřicí, oprava byla provedena v roce 1944, kdy byl kostel také elektrifikován. Poslední oprava kostela se uskutečnila koncem 20. století. Varhany prošly generální rekonstrukcí v letech 2005–2006.

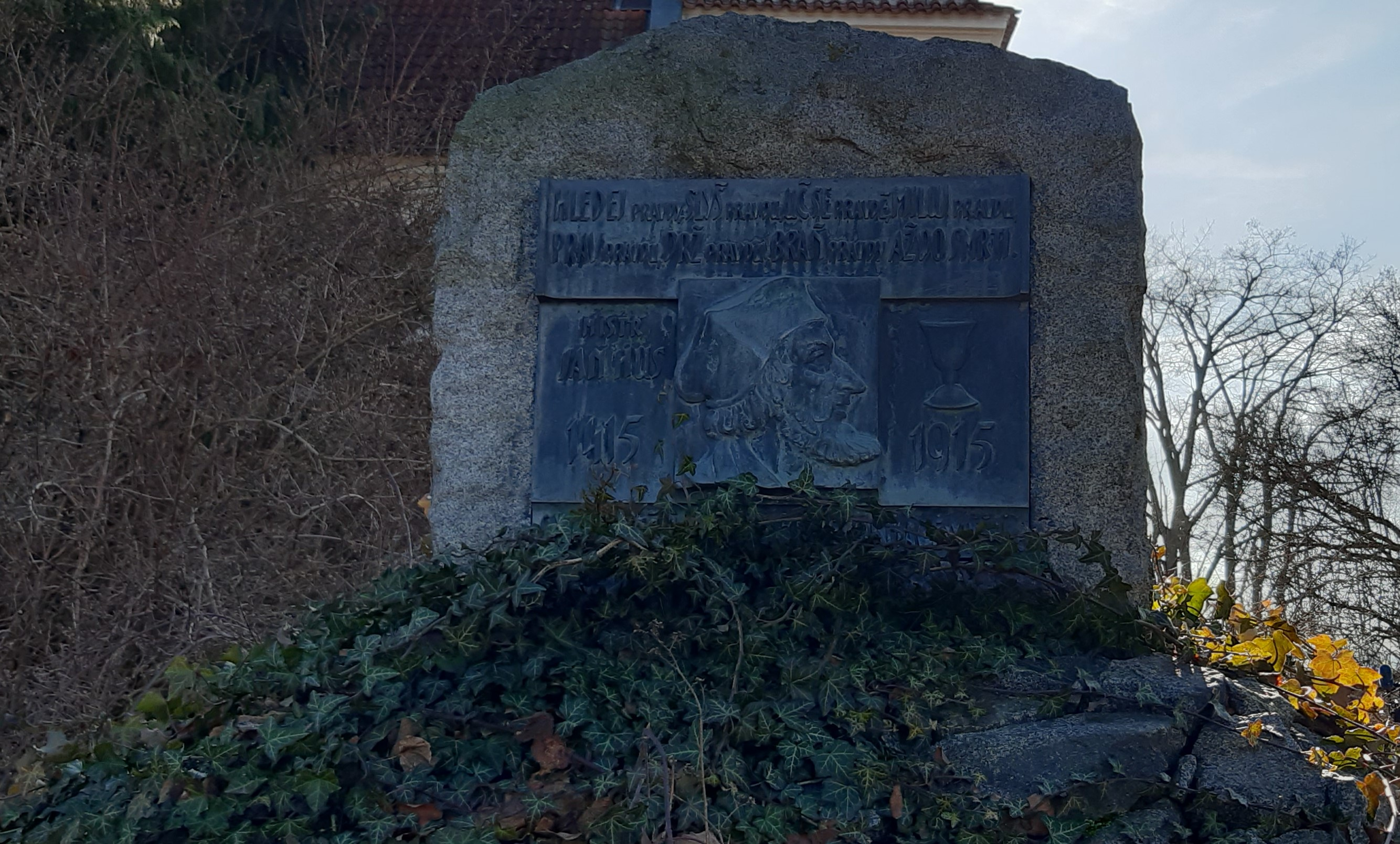
Soběhrdy, pomník Jana Husa před evangelickým kostelem

V roce 1915 byl před kostelem slavnostně odhalen památník k 500. výročí upálení Mistra Jana Husa. Součástí oslavy bylo i zasazení Husovy lípy. V současnosti kostel slouží nejen k bohoslužbám, ale konají se v něm svatby, koncerty a kulturní akce. Evangelické sbory na Benešovsku vydávají od roku 2010 čtvrtletně v tištěné i elektronické formě věstník Soběhrdský bratr.

## Popis
Kostel má obdélnou loď, která je sevřena na severovýchodě apsidou a na jihozápadě hranolovou věží. Jižně je připojeno schodiště. Jednoduchá fasáda je omítnuta, výraznější je pouze profilovaná korunní římsa. Na průčelí věže jsou v horní části pilastry, které nasedají na kordonovou římsu.

## Evangelická škola

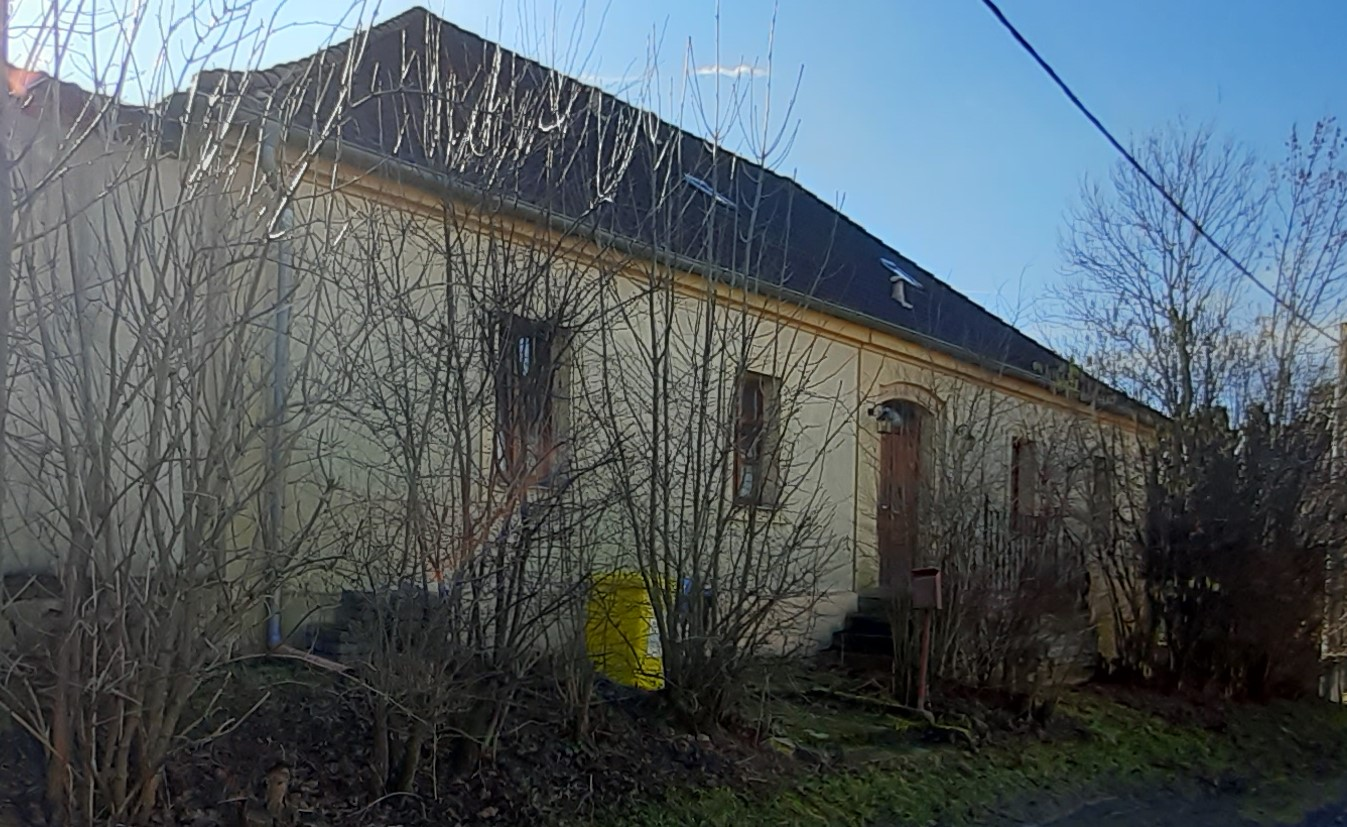
Bývalá evangelická škola

Evangelická škola byla zřízena v dřevěném domku v roce 1785, od roku 1786 se v ní vyučovalo, brzy však zanikla. O postavení budovy evangelické školy usilovali soběhrdští již od roku 1839, podařilo se to až v době působení faráře Hynka Jurena, základní kámen byl položen 28. května 1861 a okamžitě se pokračovalo ve stavbě. Plán budovy i stavbu provedla firma Koukola z Benešova. Škola získala právo veřejnosti. V roce 1911 byla škola uzavřena pro nedostatek finančních prostředků a žáků. Sbor začal později budovu pronajímat k rekreačním účelům. V roce 1967 byla budova prodána jako obytný dům členovi sboru s podmínkou, že každý další prodej bude možný pouze příslušníkovi sboru.

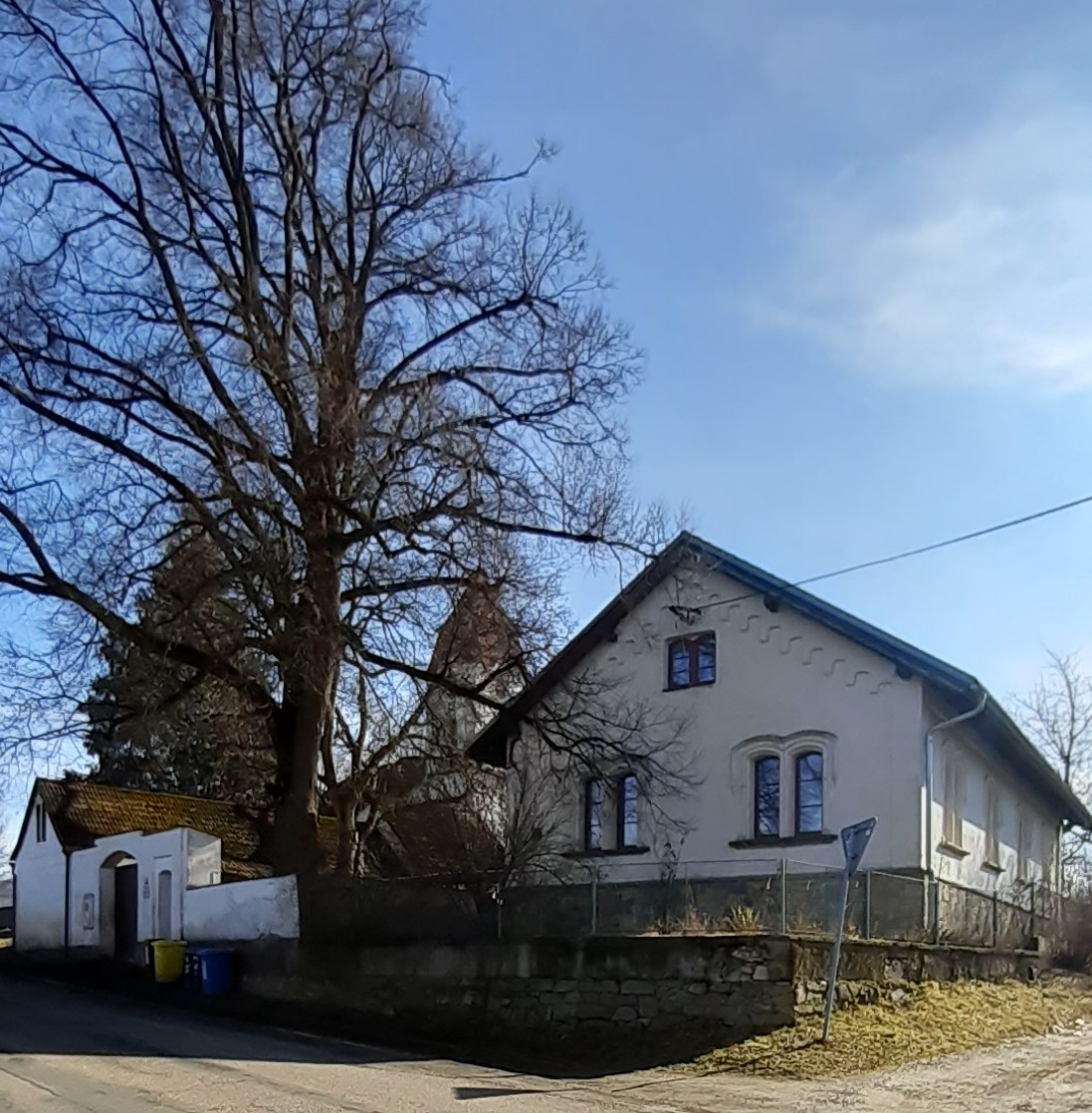
Evangelická fara

## Fara
Fara byla postavena a začala sloužit až v roce 1815. V roce 1883 za působení faráře Gustava Šoltéze byla nahrazena novou a ohrazena kamennou zdí. V devadesátých letech 20. století byla fara opravena a vybudovány v ní podkrovní místnosti.